# Марко Маркулис
Марко Маркулис (на гръцки: Μάρκος Μαρκούλης) е гръцки светец, новомъченик от края на XVI век.

## Биография
Единствените сведения за светеца са от ръкопис на костурския свещеник поп Аргир. Марко е роден във влашкото костурско село Клисура, като баща му се казва Петър. Марко е арестуван от османците и отведен в Хрупища, където е подложен на изтезания, за да отхвърли Христовата вяра. Накрая е обесен и тялото му е изхвърлено в река Бистрица.
Канонизиран е на 3 октомври 2019 година по предложение на митрополит Серафим Костурски от Светия синод на Вселенската патриаршия.